# Théodore Jung
Pour les articles homonymes, voir Jung.
Théodore Jung, né le 20 septembre 1803 à Strasbourg où il est mort le 13 janvier 1865, est un peintre français.

## Biographie

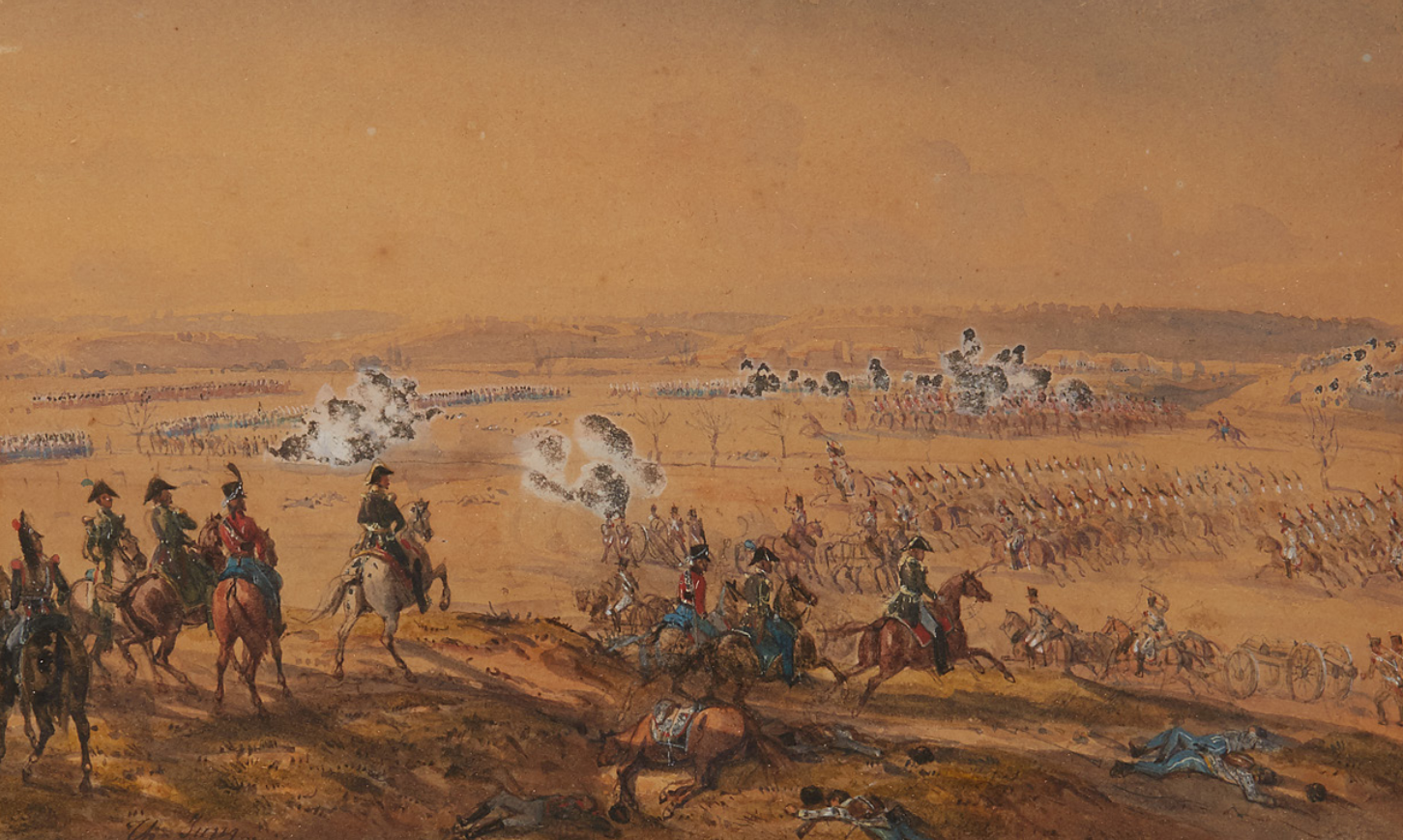
Épisode de la bataille de Limonest (20 mars 1814) : le général Ducasse, major général de l'armée de Lyon, mène à la charge le 13e cuirassiers.

Marie François Félix Théodore Jung est le fils de Jean Thiébaud Félix Jung, architecte, et de Marie louise Eckert.
Il épouse Lucile Alexis Henriette Bonnet (1809-1885). Le couple donne naissance en 1833 à Henri Jung.
Il expose au Salon à partir de 1834.
Peintre de batailles, il présente au Salon de 1841 douze aquarelles. Il obtient la même année la médaille d'or.
En collaboration avec Auguste d'Espinassy, il expose aux Salons de 1844 et de 1845 les tableaux Bataille de la Corogne, 16 janvier 1809 et Bataille d'Oporto, 29 mars 1809, à neuf heures du matin.
Il a représenté sur toile près de 400 batailles, sur les demandes de généraux, de ministres, de musées et de l'empereur[Lequel ?].
Il est élevé au rang de chevalier de la Légion d'honneur en mai 1860.
Il meurt à Strasbourg à l'âge de 61 ans.
Du 20 au 22 février 1866, au 5 de la rue Drouot, ce sont près de 500 tableaux qui sont proposés à la vente.